# 2006年太平洋颱風季
| 太平洋颱風季             |
| 主題頁 - 專題 - 編輯指南 |

2006年太平洋颱風季泛指在2006年全年內的任何時間，於赤道以北及國際換日線以西的太平洋水域所產生的熱帶氣旋。雖然有關方面並沒有設下本颱風季的指定期限，但大部份於西北太平洋的熱帶氣旋通常都會於六月至十二月期間形成。
本條目的範圍僅侷限於赤道以北及國際換日線以西的太平洋水域。於赤道以北及國際換日線以東的太平洋水域產生的風暴則被稱為颶風。在西太平洋產生的熱帶風暴係由東京颱風中心命名，而在該地區的熱帶低氣壓的編號都以 W 字母作結。而凡進入或產生於菲律賓風暴責任範圍以內的熱帶低氣壓，菲律賓大氣地理天文部門 (PAGASA) 都會為它們訂立一個菲律賓名稱，作當地警報用途；因此同一個風暴有時候會有兩個不同的名稱。
以下各熱帶氣旋資訊以熱帶氣存在期間的最強形態為準。

## 已被國際命名的熱帶氣旋
自2006年太平洋颱風季開始以來，本颱風季總共產生了23個熱帶氣旋。

### 颱風珍珠 (Chanchu)
PAGASA:Caloy
在5月8日，一熱帶低氣壓於菲律賓之東形成。5月9日，日本氣象廳將它升格為熱帶風暴，並將它命名為珍珠。5月10日，日本氣象廳將它升格為強烈熱帶風暴。第二天，它登陸菲律賓。5月13日，它進入南海，又被日本氣象廳將它升格為颱風。它在5月18日登陸廣東省東部，迅速減弱為熱帶低氣壓，又在同日橫跨福建、浙江中南部沿海，並在當晚進入東海成為溫帶低氣壓。

### 熱帶風暴杰拉華 (Jelawat)
PAGASA:Domeng
在6月24日，菲律賓大氣地理天文部門發現一熱帶低氣壓於菲律賓之東形成，但日本氣象廳在6月26日才把它確認為熱帶低氣壓。第二天，日本氣象廳將它升格為熱帶風暴並命名為杰拉華。它於6月29日在中國登陸。它於同日減弱為熱帶低氣壓並消散。

### 颱風艾維尼 (Ewiniar)
PAGASA:Ester
在6月29日，一熱帶低氣壓在帛琉之東形成。第二天，日本氣象廳將它升格為熱帶風暴並將它命名為艾雲尼。7月3日，日本氣象廳將它升格為強烈熱帶風暴並於同日再將它升格為颱風。7月5日，聯合颱風警報中心將它升格為超級颱風。7月10日，它在南韓登陸並減弱為強烈熱帶風暴，再在較後時間減弱為熱帶風暴。第二天，它減弱為熱帶低氣壓並成為溫帶低氣壓。

### 強烈熱帶風暴碧利斯 (Bilis)
PAGASA:Florita
在7月8日，一熱帶低氣壓在關島之西南形成。它在第二天被日本氣象廳升格為熱帶風暴並命名為碧利斯。第二天，日本氣象廳將它升格為強烈熱帶風暴。它於7月13日22:20(UTC+8)，在台灣宜蘭縣頭城鎮登陸，並於第二天出海，較後時間在中國福建登陸。它於7月15日減弱為熱帶低氣壓並消散。

### 颱風格美 (Kaemi)
PAGASA:Glenda
在7月18日，一熱帶低氣壓於關島之東南形成。第二天，日本氣象廳將它升格為熱帶風暴並命名為格美。7月20日，日本氣象廳將它升格為強烈熱帶風暴，但聯合颱風警報中心已經在同日將它升格為颱風，日本氣象廳則在第二天才將它升格為颱風。7月24日23時45分，它在台灣台東縣成功鎮登陸。它在第二天4時5分由嘉義縣東石鄉附近出海，減弱為強烈熱帶風暴，並在中國登陸。它在7月26日減弱為熱帶低氣壓並消散。

### 颱風派比安 (Prapiroon)
PAGASA:Henry
在7月28日，菲律賓大氣地理天文部門發現一熱帶低氣壓於呂宋島之東形成，但日本氣象廳在7月31日才把它確認為熱帶低氣壓。第二天，日本氣象廳將它升格為熱帶風暴並命名為派比安。同日，日本氣象廳將它升格為強烈熱帶風暴。8月2日，日本氣象廳將它升格為颱風。第二天，日本氣象廳將它降格為強烈熱帶風暴。8月4日，日本氣象廳將它降格為熱帶風暴。第二天，減弱為熱帶低氣壓並消散。
其後，於日本氣象廳所發佈的最佳路徑中，日本氣象廳把派比安的風速下調為65節，氣壓上調至970hPa。

### 颱風瑪莉亞 (Maria)
8月4日，日本氣象局於西太平洋形成熱帶低氣壓09W開始發出警報。翌日增強成熱帶風暴，日本氣象廳將其命名為「瑪莉亞」。而聯合颱風警報中心於當日才將其確認為熱帶風暴，但此時日本氣象局已將其升格至強烈熱帶風暴。
瑪莉亞移動路徑在8月7日起轉往較偏北，8月8日早上轉往東北移動同時略為減弱，8月9日早上沿著日本東南部海岸線外圍朝東北方移動，上午6時半於新島登陸，吹襲關東地方沿海並持續減弱，翌日遠離陸地，至8月11日至日本以東海域成為溫帶氣旋。
在事後報告中，瑪莉亞被日本氣象廳升格為颱風，以及被聯合颱風警報中心降格為熱帶風暴。

### 颱風桑美 (Saomai)
PAGASA:Juan
一熱帶低氣壓於8月5日在加羅林群島附近形成，同日日本氣象廳將它升格為熱帶風暴並將它命名為桑美。第二天，日本氣象廳將它升格至強烈熱帶風暴。8月7日，日本氣象廳將它升格至颱風。第二天，聯合颱風警報中心將它升格為超級颱風。8月10日，它在中國東部登陸。第二天，日本氣象廳將它降格為熱帶風暴，並於第二天將它降格為一熱帶低氣壓。它與強烈熱帶風暴寶霞發生藤原效應，令寶霞一度在南海徘徊。
台风桑美，是自1962年以来登陆中国最强台风。

### 強烈熱帶風暴寶霞 (Bopha)
PAGASA:Inday
在8月5日，菲律賓大氣地理天文部門發現一熱帶低氣壓於台灣之東形成，但日本氣象廳則在第二天才把它確認為一熱帶低氣壓，同日日本氣象廳將它升格為熱帶風暴並把它命名為寶霞。8月7日，日本氣象廳將它升格至強烈熱帶風暴。六小時後，日本氣象廳將它降格為熱帶風暴。8月8日，日本氣象廳將它重新升格為強烈熱帶風暴，並再於同日將它重新降格為熱帶風暴。同日，它登陸台灣台東縣成功鎮。8月10日，日本氣象廳將它降格為一熱帶低氣壓。此強烈熱帶風暴與比它強的颱風桑美發生藤原效應，一度在南海徘徊。

### 強烈熱帶風暴悟空 (Wukong)
8月12日，硫磺島附近發現一股熱帶低氣壓。聯合颱風警報中心在8月13日將它升格為熱帶風暴，日本氣象廳也在同日將它升格為熱帶風暴，並將它命名為悟空。它於8月18日凌晨0時在日本宮崎縣宮崎市附近登陸，並開始減弱。聯合颱風警報中心在同日將它降格為熱帶低氣壓。日本氣象廳在8月20日才將它降格為熱帶低氣壓。
在事後報告中，悟空被日本氣象廳升格為強烈熱帶風暴。

### 熱帶風暴清松 (Sonamu)
PAGASA:Katring
在8月13日，一熱帶低氣壓於沖繩島之南形成。它迅速加強為熱帶風暴，日本氣象廳將它命名為清松。清松於8月15日逐漸接近比它強的熱帶風暴悟空，受其影響不斷減弱。日本氣象廳於8月16日將它降格為熱帶低氣壓。

### 颱風伊歐凱 (Ioke)
8月27日下午2時，位於中太平洋的伊歐凱越過國際日期變更線進入西北太平洋範圍，因此改由日本氣象廳（JMA）發報。下午5時，日本氣象廳將其評定為颱風，沿用中太平洋名稱伊歐凱。同時，聯合颱風警報中心將其評定為超級颱風。9月5日，聯合颱風警報中心為它發出最後報告，原因是伊歐凱已經開始慢慢地變成一溫帶氣旋。9月6日，日本氣象廳將它降格為強烈熱帶風暴。9月7日，日本氣象廳為它發出最後報告，原因是伊歐凱已經成為一溫帶氣旋。

### 颱風珊珊 (Shanshan)
PAGASA:Luis
在9月9日，一熱帶低氣壓於沖繩島之東南形成，日本氣象廳於翌日將它升格為熱帶風暴，並將它命名為珊珊。它在9月11日迅速加強為一強烈熱帶風暴，並在9月12日再加強為一颱風。9月16日上午4時半，珊珊於西表島登陸，至9月20日下午5時以一級颱風的強度於日本長崎縣佐世保市登陸，並進入日本海。聯合颱風警報中心於同日為它發出最後報告，原因是珊珊已經開始慢慢地變成一溫帶氣旋。9月18日，日本氣象廳將它降格為強烈熱帶風暴，當晚轉化為一溫帶氣旋。

### 颱風摩羯 (Yagi)
在9月17日，一熱帶低氣壓於密克羅尼西亞之東北形成。日本氣象廳於同日將它升格為熱帶風暴，並將它命名為摩羯。9月18日，日本氣象廳將它升格為強烈熱帶風暴，再於9月19日將它升格為颱風。聯合颱風警報中心在9月21日將它升格為超級颱風，但它在第二天就被降格為颱風。9月24日，聯合颱風警報中心為它發出最後報告，原因是摩羯已經開始慢慢地變成一溫帶氣旋。日本氣象廳於同日將它降格為強烈熱帶風暴。9月25日，日本氣象廳為它發出最後報告，原因是摩羯已經成為一溫帶氣旋。

### 颱風象神 (Xangsane)
PAGASA:Milenyo
在9月25日，一熱帶低氣壓於菲律賓之東形成。日本氣象廳在第二天將它升格為熱帶風暴，並將它命名為象神，再在同日將它升格為強烈熱帶風暴。9月27日，它登陸菲律賓薩馬島，並在登陸後被日本氣象廳升格為颱風。10月1日，聯合颱風警報中心為它發出最後報告，原因是象神已經登陸越南並開始減弱。日本氣象廳於同日將它降格為強烈熱帶風暴，再於稍後時間將它降格為熱帶風暴。日本氣象廳再在第二天為它發出最後報告，並將它降格為熱帶低氣壓。它很快便在泰國境內消散。

### 強烈熱帶風暴貝碧嘉 (Bebinca)
PAGASA:Neneng
在10月1日，一熱帶低氣壓於菲律賓之東形成。日本氣象廳在10月3日將它升格為熱帶風暴，並將它命名為貝碧嘉。聯合颱風警報中心在10月4日將它降格為熱帶低氣壓，但在第二天就將它再次升格為熱帶風暴。鄰近的熱帶風暴溫比亞在較後時間開始影響它的發展，日本氣象廳和聯合颱風警報中心在10月6日將它降格為熱帶低氣壓並為它發出最後報告。
在事後報告中，貝碧嘉被日本氣象廳升格為強烈熱帶風暴。

### 熱帶風暴溫比亞 (Rumbia)
在10月3日，一熱帶低氣壓於南鳥島之南形成，日本氣象廳於同日將它升格為熱帶風暴，並將它命名為溫比亞。聯合颱風警報中心則在10月4日才將它升格為一熱帶低氣壓。它在較後時間開始影響鄰近的熱帶風暴貝碧嘉，令它迅速減弱。日本氣象廳在10月6日將它降格為熱帶低氣壓並為它發出最後報告。

### 颱風蘇力 (Soulik)
在10月9日，一熱帶低氣壓於關島之東形成，日本氣象廳於同日將它升格為熱帶風暴，並將它命名為蘇力。第二天，日本氣象廳將它升格為強烈熱帶風暴。10月12日，日本氣象廳將它升格為颱風。10月15日，聯合颱風警報中心為它發出最後報告，因為蘇力已經成為一溫帶氣旋。10月16日，日本氣象廳將它降格為強烈熱帶風暴，同日日本氣象廳為它發出最後報告，原因是蘇力已經成為一溫帶氣旋。

### 颱風西馬侖 (Cimaron)
PAGASA:Paeng
在10月26日，一熱帶低氣壓於菲律賓之東形成。第二天，日本氣象廳將它升格為熱帶風暴，並將它命名為西馬隆，再在較後時間將它升格為強烈熱帶風暴。10月28日，日本氣象廳將它升格為颱風。第二天，聯合颱風警報中心將它升格為超級颱風。不久後，它以五級颱風的強度在呂宋島登陸。同日，聯合颱風警報中心將它降格為颱風。11月2日，日本氣象廳將它降格為強烈熱帶風暴。第二天，日本氣象廳將它降格為熱帶風暴，聯合颱風警報中心則在三小時後將它降格為一熱帶低氣壓，再在下午為它發出最後報告。11月6日，日本氣象廳將它降格為一熱帶低氣壓並為它發出最後報告。

### 颱風飛燕 (Chebi)
PAGASA:Queenie
在11月8日，一熱帶低氣壓於菲律賓之東形成。第二天，日本氣象廳於同日將它升格為熱帶風暴，並將它命名為飛燕。11月10日，日本氣象廳將它升格為強烈熱帶風暴並於同日再將它升格為颱風。第二天，它在呂宋島的Aurora省登陸，再在六小時後在Pangasinan省登陸。11月12日，日本氣象廳將它降格為強烈熱帶風暴。第二天，日本氣象廳將它降格為熱帶風暴。11月14日，日本氣象廳將它降格為一熱帶低氣壓並為它發出最後報告。

### 颱風榴槤 (Durian)
PAGASA:Reming
在11月25日，一熱帶低氣壓於雅蒲島之東形成。第二天，日本氣象廳將它升格為熱帶風暴，並將它命名為榴槤。11月27日，日本氣象廳將它升格為強烈熱帶風暴。第二天，日本氣象廳將它升格為颱風。11月29日，聯合颱風警報中心將它升格為超級颱風。第二天，它橫掃菲律賓。它很快便減弱為颱風了。12月4日，日本氣象廳將它降格為強烈熱帶風暴，但十二小時後就把它再次升格為颱風。第二天，它在越南檳椥省登陸，並被降格為強烈熱帶風暴，再在較後時間被日本氣象廳降格為熱帶風暴。同日，日本氣象廳將它降格為一熱帶低氣壓。之后，榴莲离开西北太平洋，进入安达曼海，日本气象厅為它發出最後報告。

### 颱風尤特 (Utor)
PAGASA:Seniang
在12月7日，一熱帶低氣壓於雅蒲島之西南形成，日本氣象廳於同日將它升格為熱帶風暴，並將它命名為尤特。第二天，日本氣象廳將它升格為強烈熱帶風暴。12月9日，日本氣象廳將它升格為颱風。升格後不久，它登陸菲律賓薩馬島和民都洛島。12月13日，日本氣象廳將它降格為強烈熱帶風暴，再在較後時間將它降格為熱帶風暴。第二天，日本氣象廳將它降格為一熱帶低氣壓並為它發出最後報告，此时尤特已经在南海上逐渐转化为一温带气旋。

### 熱帶風暴潭美 (Trami)
PAGASA:Tomas
在12月16日，一熱帶低氣壓於關島之西南形成。第二天，日本氣象廳將它升格為熱帶風暴，並將它命名為潭美。12月19日，日本氣象廳將它降格為一熱帶低氣壓並為它發出最後報告。12月21日，其殘留雲系於菲律賓薩馬島登陸，並於比科爾半島徹底消散。

## 未被國際命名的熱帶氣旋
除了被日本氣象廳命名的熱帶氣旋外，還有一些沒被命名的熱帶低氣壓和被聯合颱風警報中心認為是熱帶風暴的熱帶氣旋。以下列出那些熱帶氣旋的資料。

### 熱帶低氣壓
PAGASA:Agaton
在1月21日，菲律賓大氣地理天文部門發現一熱帶低氣壓於棉蘭老島之東形成。它在1月24日在維薩亞斯群島登陸，並減弱為一低壓區。它在1月25日於南海再次增強為一熱帶低氣壓。它在1月27日於南海消散。

### 熱帶風暴 01W
PAGASA:Basyang
一熱帶低氣壓於2006年3月4日在印尼以北的太平洋海面形成。聯合颱風警報中心在同日將它升格為熱帶風暴，但日本氣象廳沒有升格，因此它沒有正式命名。聯合颱風警報中心在第二天將它降格為一熱帶低氣壓。它在3月7日消散。

### 熱帶低氣壓
在7月3日，中國氣象局發現一熱帶低氣壓於海南島三亞市之南形成，它迅速在同日晚上在海南島登陸。第二天，該熱帶低氣壓進入北部灣，並稍微增強，最後於中越邊界附近再次登陸，並於同日迅速在內陸消散。
在7月21日，廣東省氣象局發現一熱帶低氣壓於西沙以南形成。它的組織極為鬆散，迅速在第二天7月22日消散。

### 熱帶低氣壓13W
在8月23日，一熱帶低氣壓於海南島之東南形成。8月25日，它在廣東西部陽江一帶登陸並迅速消散。

### 熱帶風暴
有一股熱帶擾動於9月初在威克島附近生成，儘管從未被任何機構正式監測，塞尔吉-蓬图瓦兹大学的氣象學家Karl Hoarau博士及Gary Padgett博士推測該系統很可能是一個熱帶氣旋。Karl Hoarau博士認為此系統在9月5日以熱帶性低氣壓的強度往北偏東北方向移動，並在18小時後達到熱帶風暴強度。大約在同一時期，該系統具有明確的低層環流、顯著的環繞環流的對流以及出色的外流。此外，QuikSCAT顯示出該系統的地表風速估計為每小時95公里。此時，Karl Hoarau博士已將此系統的強度評級為熱帶風暴，而聯合颱風警報中心才發布熱帶氣旋形成警報，但此系統的德沃夏克分析法分析已達2.5，儼然是一場最小的熱帶風暴。此系統在9月6日轉向北偏西北方向時開始減弱，對流變得間歇性，圍繞着環流稀薄，Karl Hoarau博士在晚些時候將其強度降為低壓區。此系統後續繼續向北移動，進入了一個水溫較低且風切變較高的區域，這也導致難以重新發展，直到9月9日被聯合颱風中心認定轉化為一股溫帶氣旋。

### 熱帶低氣壓
在9月12日，一熱帶低氣壓海南島之東南形成。9月13日，它在廣東西部陽江一帶登陸並迅速消散。

### 熱帶風暴 17W
在9月23日，一熱帶低氣壓於南海中部形成。中國氣象局在9月24日將其升格為熱帶風暴，給予編號「0615」。9月25日，它在越南登陸並消散。
越南中央水文氣象預報中心事後認定其中心曾達熱帶風暴強度，給予內部編號第5號，胡志明市的一個氣象站記錄了持續風速爲每小時86公里和陣風高達每小時108公里。截至9月26日19:00（協調世界時+7），總降雨量通常在100至200毫米之間，從慶和省到峴港地區的降雨量在200至300毫米之間；有些地區的降雨量甚至更高。這場風暴導致13人死亡，4人失蹤。
美國海軍研究實驗室及聯合颱風警報中心亦在事後針對此系統的評級調整為熱帶風暴，並認定中心最大風速達35節。

### 熱帶低氣壓
PAGASA:Ompong
在10月12日，菲律賓大氣地理天文部門發現一熱帶低氣壓於呂宋島之東形成，但日本氣象廳和聯合颱風警報中心只把它當作為一低壓區。它在形成不久後便受鄰近的颱風蘇力影響，並在第二天減弱為一低壓區。

## 熱帶氣旋名單
西北太平洋的熱帶氣旋是由日本氣象廳東京颱風中心命名。名字是根據以下名單而定，不按年度劃分。風暴名字是由世界氣象組織颱風委員會的成員提供，14個成員國和地區各自提交10個名稱，並以該國英文名稱按字母順序排列。在2006年使用的名字清單中，有6個名字被替換，新名字「紅霞」、「彩虹」、「銀河」、「凡亞比」、「白海豚」及「獅子山」，分別取代了「鳳仙」、「鳴蟬」、「蘇特」、「雲娜」、「欣欣」及「婷婷」。2005年使用過的與本年未用名稱以灰色表示。珍珠是2006年第一個颱風。2006年的風暴名稱可能會與2000年的部分風暴名稱相同。
| 提供國家／地區 | 名稱        | 名稱   | 名稱   | 名稱   | 名稱   |
| -------------- | ----------- | ------ | ------ | ------ | ------ |
| 柬埔寨         | 達維        | 康妮   | 娜基莉 | 科羅旺 | 莎莉嘉 |
| 中國           | 龍王        | 玉兔   | 風神   | 杜鵑   | 海馬   |
| 北韓           | 鴻雁        | 桃芝   | 海鷗   | 彩虹   | 米雷   |
| 中國香港       | 啟德        | 萬宜   | 鳳凰   | 彩雲   | 馬鞍   |
| 日本           | 天秤        | 天兔   | 北冕   | 巨爵   | 蠍虎   |
| 老撾           | 布拉萬      | 帕布   | 巴蓬   | 凱薩娜 | 洛坦   |
| 中國澳門       | 珍珠 0601   | 蝴蝶   | 黃蜂   | 芭瑪   | 梅花   |
| 馬來西亞       | 杰拉華 0602   | 聖帕   | 鸚鵡   | 茉莉   | 苗柏   |
| 密克罗尼西亚   | 艾雲尼 0603 | 菲特   | 森垃克 | 尼伯特 | 南瑪都 |
| 菲律賓         | 碧利斯 0604 | 丹娜絲 | 黑格比 | 盧碧   | 塔拉斯 |
| 南韓           | 格美 0605   | 百合   | 薔薇   | 銀河   | 奧鹿   |
| 泰國           | 派比安 0606 | 韋帕   | 米克拉 | 妮妲   | 玫瑰   |
| 美國           | 瑪莉亞 0607 | 范斯高 | 海高斯 | 奧麥斯 | 洛克   |
| 越南           | 桑美 0608   | 利奇馬 | 巴威   | 康森   | 桑卡   |
| 柬埔寨         | 寶霞 0609   | 羅莎   | 美莎克 | 燦都   | 納沙   |
| 中國           | 悟空 0610   | 海燕   | 海神   | 電母   | 海棠   |
| 北韓           | 清松 0611   | 楊柳   | 紅霞   | 蒲公英 | 尼格   |
| 中國香港       | 珊珊 0613   | 玲玲   | 白海豚 | 獅子山 | 榕樹   |
| 日本           | 摩羯 0614   | 劍魚   | 鯨魚   | 圓規   | 天鷹   |
| 老撾           | 象神 0615   | 法茜   | 燦鴻   | 南川   | 帕卡   |
| 中國澳門       | 貝碧嘉 0616 | 琵琶   | 蓮花   | 瑪瑙   | 珊瑚   |
| 馬來西亞       | 溫比亞 0617 | 塔巴   | 浪卡   | 莫蘭蒂 | 瑪娃   |
| 密克罗尼西亚   | 蘇力 0618   | 米娜   | 蘇迪羅 | 凡亞比 | 古超   |
| 菲律賓         | 西馬侖 0619 | 海貝思 | 莫拉菲 | 馬勒卡 | 泰利   |
| 南韓           | 飛燕 0620   | 浣熊   | 天鵝   | 鮎魚   | 杜蘇芮 |
| 泰國           | 榴槤 0621   | 威馬遜 | 莫拉克 | 暹芭   | 卡努   |
| 美國           | 尤特 0622   | 麥德姆 | 艾濤   | 艾利   | 韋森特 |
| 越南           | 潭美 0623   | 夏浪   | 環高   | 桑達   | 蘇拉   |

- 台灣中央氣象局名稱中譯表
- 香港天文台名稱中譯表

### 菲律賓熱帶氣旋命名法
菲律賓大氣地理天文部門 (PAGASA) 使用自己一套命名法，作於該國風暴責任範圍內的熱帶氣旋命名之用。與日本氣象廳不同，只要該熱帶氣旋會很間接地吹襲菲律賓或會影響周邊國家的話（不論強度高低），就會使用以下之熱帶氣旋名字。名單每四年循環再用，因此本年名單與2002年太平洋颱風季的名單相同，但熱帶氣旋名稱 Gloria 則被 Glenda 所取代。本年未用名稱以灰色字表示。
| - Agaton - Basyang - Caloy 0601 - Domeng 0602 - Ester 0603 - Florita 0604 - Glenda 0605 | - Henry 0606 - Inday 0609 - Juan 0608 - Katring 0611 - Luis 0613 - Milenyo 0615 - Neneng 0616 | - Ompong - Paeng 0619 - Queenie 0620 - Reming 0621 - Seniang 0622 - Tomas 0623 - Usman（未用） | - Venus（未用） - Waldo（未用） - Yayang（未用） - Zeny（未用） - Agila（未用） - Bagwis（未用） - Chito（未用） | - Diego（未用） - Elena（未用） - Felino（未用） - Gundig（未用） - Harriet（未用） - Indang（未用） - Jessa（未用） |

## 外部連結
- 聯合颱風警報中心
- 日本氣象廳熱帶氣旋資訊（页面存档备份，存于）
- Typhoon2000 菲律賓颱風網（页面存档备份，存于）
- 菲律賓大氣地理天文部門熱帶氣旋資訊
- 香港天文台熱帶氣旋資訊（页面存档备份，存于）
- 香港地下天文台熱帶氣旋資訊
- 澳門地球物理暨氣象局熱帶氣旋資訊
- 中央氣象局熱帶氣旋資訊
- 熱帶氣旋衛星影像（页面存档备份，存于）